# Encontro (ave)
Corrupião-variável ou encontro (nome científico: Icterus pyrrhopterus) é uma espécie de ave passeriforme da família Icteridae. É nativo da América do Sul.

## Outros nomes, grafias e etimologia
Também é conhecido pelos nomes de viana, primavera e xexéu-de-bananeira.

## Descrição
Mede 19 cm de comprimento. A plumagem tem uma coloração preta intensa com tons azulados, com uma mancha de amarela a vermelho-castanho nas asas. O corpo é delgado e a cauda é longa. As pernas são castanho-escuras.

## Distribuição e habitat
O encontro se distribui amplamente em Argentina, Bolívia, Brasil, Paraguai e Uruguai. Além disso, conta com um registro no Chile. As preferências de habitat da espécie incluem bordas de mata e terras arborizadas (incluindo florestas secas), clareiras, savanas, plantações, parques e jardins das cidades, até os 1.700 m de altitude.

## Alimentação
Alimenta-se de invertebrados, frutos, flores e néctar nas copas das árvores e em bordas de mata.

## Reprodução
Constrói um ninho em forma de sacola. A fêmea põe três ovos.

## Taxonomia
Um estudo genético permitiu identificar o encontro como uma espécie diferente do I. cayanensis. De acordo com análises moleculares, fazem parte de I. pyrrhopterus quatro subespécies:
- I. p. periporphyrus (Bonaparte, 1850)
- I. p. pyrrhopterus (Vieillot, 1819)
- I. p. tibialis Swainson, 1838
- I. p. valenciobuenoi H. Ihering, 1902